# Годовщина
Годовщи́на какого-либо прошедшего события — день, отмечаемый по прошествии целого количества лет после этого события. Иными словами, это календарный день, совпадающий с календарным днём (число и месяц), в который данное событие произошло в прошлом.

## Годовщины
- День рождения
- Годовщина смерти
- Годовщина свадьбы

## Мероприятия
Словом «годовщина» также называют мероприятия, посвящённые памяти события и проходящие в его календарную годовщину (например, торжественные официальные мероприятия по поводу годовщины какого-либо важного события).
Годовщина, отмечаемая по круглым датам (кратным 50, 25, 10, реже — 5 годам), называется юбилеем.